# Brandpastinaak
De brandpastinaak (Pastinaca sativa subsp. urens) is een tweejarige plant uit de schermbloemenfamilie (Apiaceae). De soort komt van nature voor in Midden- en Zuidoost-Europa en Zuidwest-Azië. De brandpastinaak  staat op de Nederlandse Rode Lijst van planten als zeldzaam en stabiel of toegenomen.  Het aantal chromosomen is 2n = 22.
De brandpastinaak lijkt veel op de pastinaak, maar is groter en sterker vertakt dan de gewone pastinaak (Pastinaca sativa subsp. sativa) en heeft een vrijwel cilindervormige, niet gegroefde stengel, terwijl die van de pastinaak kantig en gegroefd is.
De plant wordt 80 - 150 cm hoog en heeft een penwortel. De stengel is in het jonge stadium meestal dicht behaard met korte grijze haren, die in een later stadium kaal wordt. De plant heeft weinig bladeren, die met korte grijze haren bezet en een- tot tweevoudig oneven geveerd zijn met 3 - 7 paar onregelmatig gezaagde blaadjes.
De brandpastinaak bloeit van juli tot in september met geelbloeiende bloemen in schermen, die bestaan uit 5 - 9 schermpjes, waarvan de langste 3,5 cm is.
De eivormige, afgeplatte vrucht is een 5 - 8 mm lange en 4 mm brede dubbele dopvrucht met smalle vleugels.

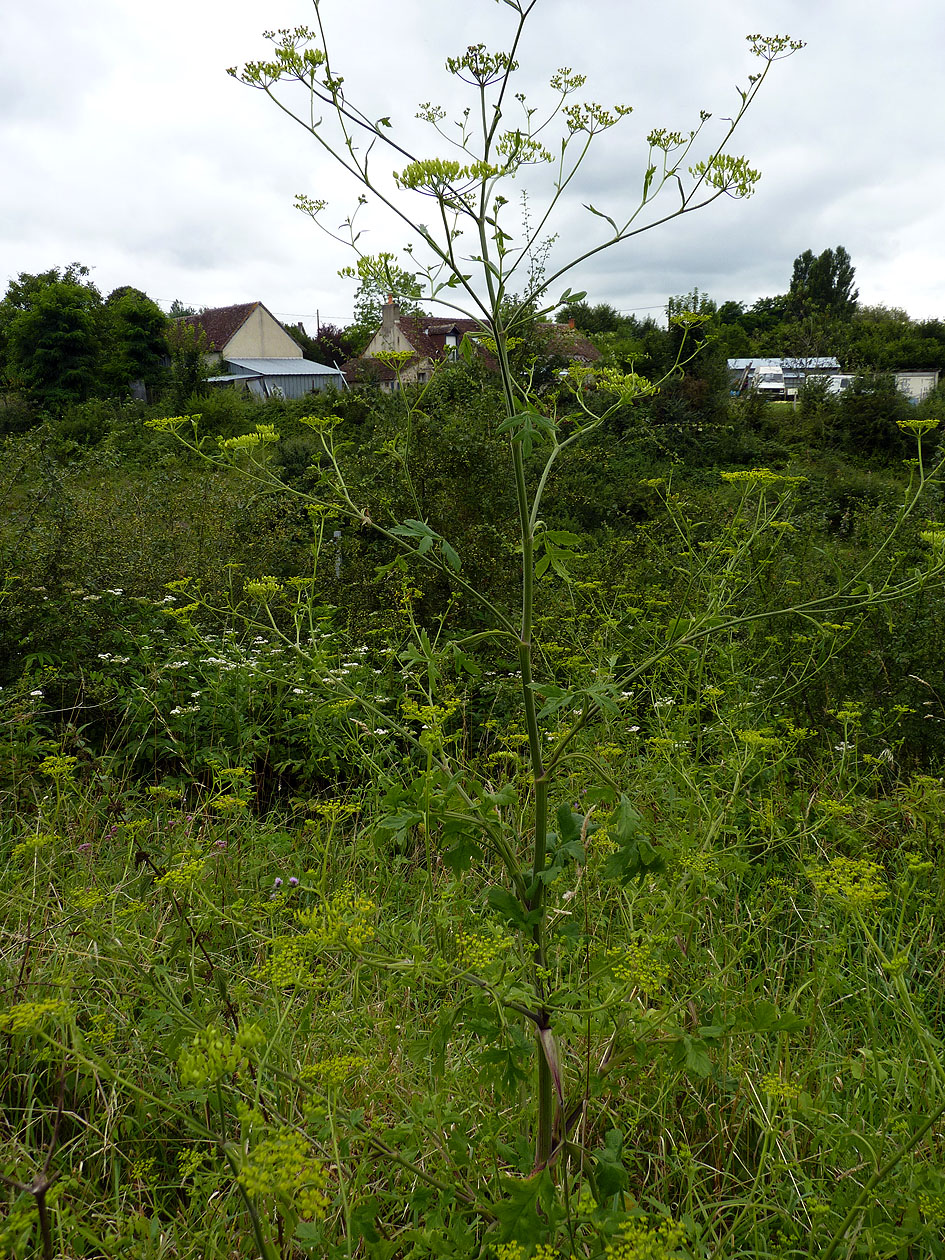
Plant
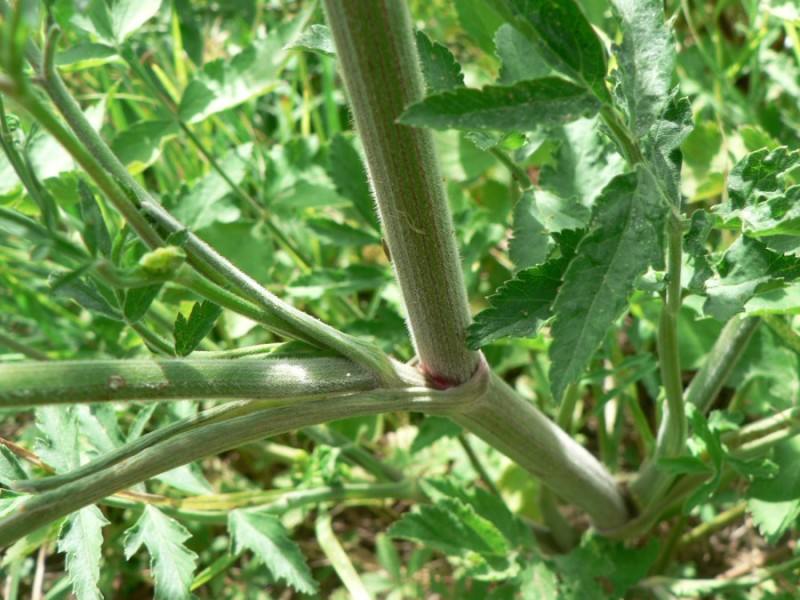
Stengel
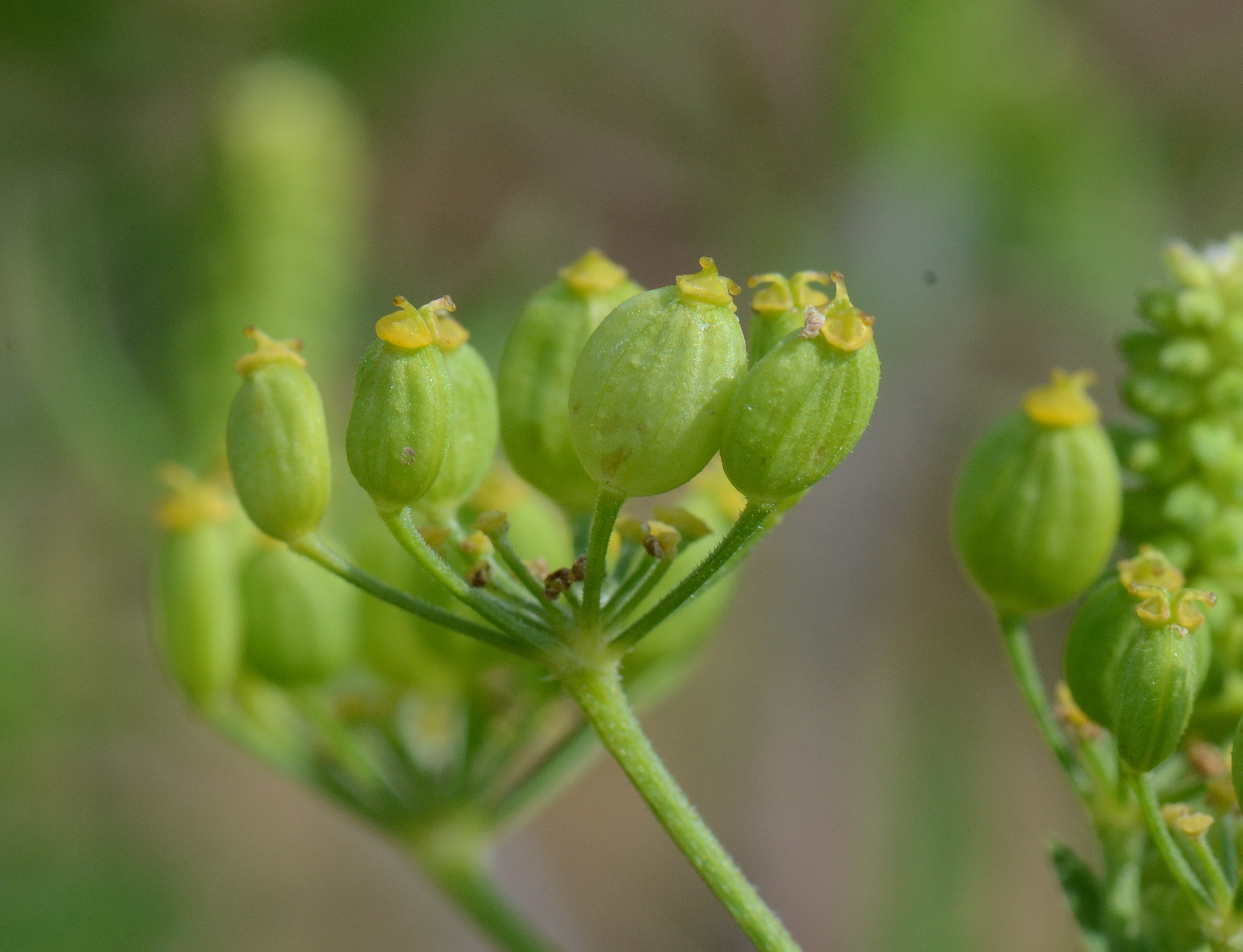
Bloemen
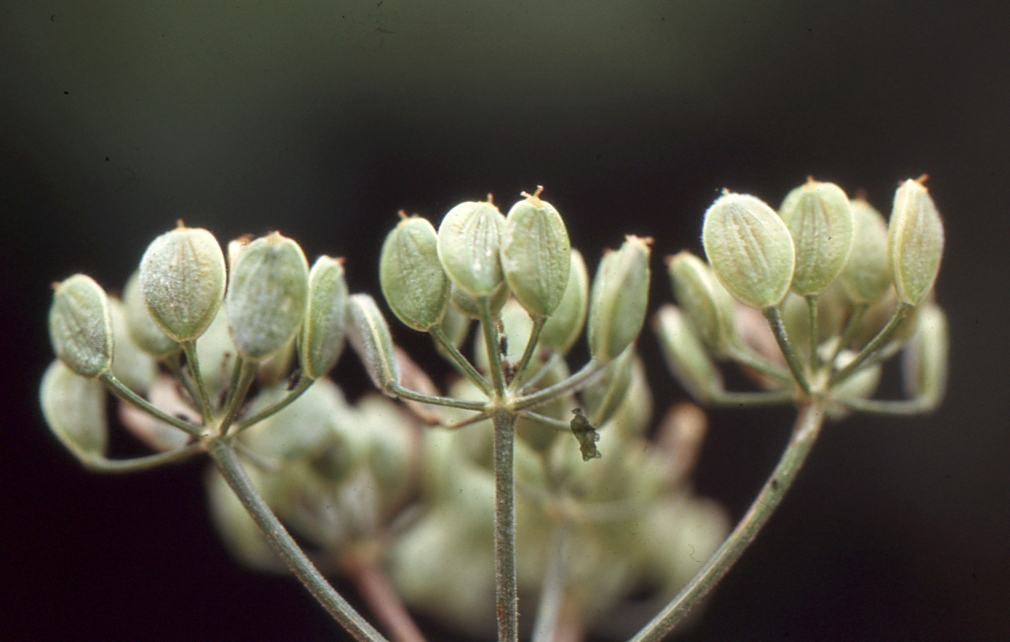
Vruchten

## Ecologie en verspreiding
De brandpastinaak houdt van een droge zonnige standplaats en groeit bij voorkeur langs wegbermen, rivieroevers, spoordijken en spooremplacementen. De plant is vanuit het zuiden met een opmars bezig. Oorspronkelijk uit Zuid-Europa en Azië is de brandpastinaak in België al langer te vinden. Bermen, oevers en dijken zijn de gemakkelijkste wegen voor verdere verspreiding naar het noorden. Daarom is ze in Zuid-Limburg al meer ingeburgerd - voornamelijk langs de Maas - dan in rest van Nederland. De verspreiding wordt wellicht over het hoofd gezien omdat deze plant veel lijkt op de gewone pastinaak, de andere ondersoort.